# Soares Sambú
Soares Sambú (1975) é um engenheiro e político da Guiné-Bissau. Atualmente é Vice Primeiro Ministro e ministro da Presidência do Conselho de ministros, cargo no qual foi empossado a 4 de novembro de 2020.

## Biografia e carreira
Formou-se em engenharia com foco na área agrícola ainda na antiga União Soviética.
Ingressou na carreia política filiando-se ao Partido Africano para a Independência da Guiné e Cabo Verde (PAIGC), galgando posições rapidamente na década de 1990. Conseguiu ser alçado ao cargo de primeiro vice-presidente da Assembleia Nacional Popular na segunda legislatura multi-partidária, em 1999. Ficou em exercício até 2002, quando o parlamento foi dissolvido.
Foi o dirigente da campanha do PAIGC nas eleições parlamentares de março de 2004, em que o partido ganhou a maioria dos assentos; na sequência da eleição, tornou-se Ministro dos Negócios Estrangeiros, da Cooperação Internacional e das Comunidades em 12 de maio de 2004, indicado pelo primeiro-ministro Carlos Gomes Júnior. Na demissão do governo Carlos Gomes, em novembro de 2005, deixou as funções.
Na saída dos Negócios Estrangeiros, tornou-se presidente do Conselho de Administração da Assembleia Nacional Popular, onde ficou até que foi nomeado como Ministro dos Recursos Naturais e do Meio Ambiente pelo primeiro-ministro Martinho Ndafa Kabi, em 17 de abril de 2007, ficando até 9 de agosto de 2008.
Nas eleições legislativas de novembro de 2008, o PAIGC manteve a maioria, com 67 de 100 assentos na Assembleia Popular Nacional; Sambú foi eleito como candidato do PAIGC no 12º círculo eleitoral, que compreende Bafatá e Cossé.
Assumiu, em 7 de junho de 2013, o ministério da Economia e Integração Regional, uma das pastas-chave do governo de transição do primeiro-ministro Rui Duarte de Barros, deixando funções em 2014 para disputar as eleições legislativas.
Foi reeleito como deputado nas eleições gerais na Guiné-Bissau em 2014, tendo tornado-se um dos 15 deputados dissidentes do PAIGC, que formou a ala independente do partido.
Em 16 de junho de 2016 tornou-se, pela segunda vez, Ministro dos Negócios Estrangeiros, da Cooperação Internacional e das Comunidades, apontado pelo primeiro-ministro Baciro Djá.
Ao Umaro Sissoco Embaló assumir como primeiro-ministro, em 2016, tornou-se conselheiro político-diplomático deste; em 2 de agosto de 2017 José Mário Vaz o nomeia como Ministro da Presidência do Conselho de Ministros, cargo que na prática exerce as funções de vice primeiro-ministro
É deputado há quase 20 anos, onde exerceu os cargos do Presidente da Comissão Especializada Permanente para Agricultura, Recursos Naturais, Ambiente, Pescas e Turismo; Presidente da Comissão Técnica da Elaboração da Lei da Terra entre outras funções de relevo dentro e fora de Estado Guineense.